# Setia
Genre
Setia est un genre de mollusques gastéropodes de la famille des Rissoidae.

## Taxinomie
Le genre est mis en place en 1852 par les frères britanniques Henry Adams et Arthur Adams, tous deux malacologistes. Depuis sa création, les taxons suivants sont entrés en synonymie avec Setia :
- Parvisetia Monterosato, 1884
- Putilla (Varisetia) Nordsieck, 1972
- Rissoa (Setia) H. Adams & A. Adams, 1852
- Rudolphosetia Monterosato, 1917

## Liste d'espèces
Selon World Register of Marine Species (29 août 2018) :
- Setia alaskana (Bartsch, 1912)
- Setia alboranensis Peñas & Rolán, 2006
- Setia alexandrae Ávila & Cordeiro, 2015
- Setia amabilis (Locard, 1886)
- Setia ambigua (Brugnone, 1873)
- Setia anselmoi (van Aartsen & Engl, 1999)
- Setia antipolitana (van der Linden & W. M. Wagner, 1987)
- Setia atropurpurea Frauenfeld, 1867
- Setia bifasciata A. Adams, 1861
- Setia bruggeni (Verduin, 1984)
- Setia conoidea Seguenza, 1903
- Setia ermelindoi Ávila & Cordeiro, 2015
- Setia fusca (Philippi, 1841)
- Setia gittenbergeri (Verduin, 1984)
- Setia globosa Seguenza, 1879 †
- Setia homerica Romani & Scuderi, 2015
- Setia impolite Rolán & Hernández, 2006
- Setia jansseni (Verduin, 1984)
- Setia lacourti (Verduin, 1984)
- Setia latior (Mighels & C. B. Adams, 1842)
- Setia levantina Bogi & Galil, 2007
- Setia maculata (Monterosato, 1869)
- Setia miae Verduin, 1988
- Setia microbia H. J. Hoenselaar & J. Hoenselaar, 1991
- Setia netoae Ávila & Cordeiro, 2015
- Setia nicoleae Segers, Swinnen & De Prins, 2009
- Setia nitens Frauenfeld, 1867
- Setia nomeae Moolenbeek & Piersma, 1990
- Setia pulcherrima (Jeffreys, 1848)
- Setia quisquiliarum (R. B. Watson, 1886)
- Setia scillae (Aradas & Benoit, 1876)
- Setia sciutiana (Aradas & Benoit, 1874)
- Setia slikorum (Verduin, 1984)
- Setia subvaricosa Gofas, 1990
- Setia tenuisculpta (R. B. Watson, 1873)
- Setia triangularis (R. B. Watson, 1886)
- Setia tricincta A. Adams, 1861
- Setia turriculata Monterosato, 1884
- Setia ugesae Verduin, 1988
- Setia valvatoides (Milaschewitsch, 1909)